# باتريك ماك أوليف
باتريك ماك أوليف (بالإنجليزية: Patrick McAuliffe)‏ هو فلاح وسياسي أيرلندي، ولد في 1 أغسطس 1914، وتوفي في 13 أكتوبر 1989.

## مناصب
- في 1944 Irish general election [الإنجليزية]‏، انتخب نائب دييل عن دائرة Cork North (Dáil constituency) [الإنجليزية]‏ وقد انضم خلال فترته النيابية ‏ (9 يونيو 1944 – 11 ديسمبر 1947)  للكتلة البرلمانية حزب العمال (جمهورية أيرلندا).
- في 1948 Irish general election [الإنجليزية]‏، انتخب نائب دييل عن دائرة Cork North (Dáil constituency) [الإنجليزية]‏ وقد انضم خلال فترته النيابية ‏ (18 فبراير 1948 – 2 مايو 1951)  للكتلة البرلمانية حزب العمال (جمهورية أيرلندا).
- في 1951 Irish general election [الإنجليزية]‏، انتخب نائب دييل عن دائرة Cork North (Dáil constituency) [الإنجليزية]‏ وقد انضم خلال فترته النيابية ‏ (13 يونيو 1951 – 23 أبريل 1954)  للكتلة البرلمانية حزب العمال (جمهورية أيرلندا).
- في 1954 Irish general election [الإنجليزية]‏، انتخب نائب دييل عن دائرة Cork North (Dáil constituency) [الإنجليزية]‏ وقد انضم خلال فترته النيابية ‏ (2 يونيو 1954 – 13 ديسمبر 1956)  للكتلة البرلمانية حزب العمال (جمهورية أيرلندا).
- في الانتخابات العمومية الإيرلندية 1957 [الإنجليزية]‏، انتخب نائب دييل عن دائرة Cork North (Dáil constituency) [الإنجليزية]‏ وقد انضم خلال فترته النيابية ‏ (20 مارس 1957 – 1 سبتمبر 1961)  للكتلة البرلمانية حزب العمال (جمهورية أيرلندا).
- في الانتخابات العمومية الإيرلندية 1961 [الإنجليزية]‏، انتخب نائب دييل عن دائرة Cork North-East (Dáil constituency) [الإنجليزية]‏ وقد انضم خلال فترته النيابية ‏ (11 أكتوبر 1961 – 11 مارس 1965)  للكتلة البرلمانية حزب العمال (جمهورية أيرلندا).
- في الانتخابات العمومية الإيرلندية 1965 [الإنجليزية]‏، انتخب نائب دييل عن دائرة Cork North-East (Dáil constituency) [الإنجليزية]‏ وقد انضم خلال فترته النيابية ‏ (21 أبريل 1965 – 21 مايو 1969)  للكتلة البرلمانية حزب العمال (جمهورية أيرلندا).